# Automatic (VNV Nation)
Automatic è l'ottavo album in studio del duo britannico futurepop VNV Nation, uscito il 16 settembre 2011 in Europa e il 25 ottobre 2011 negli Stati Uniti.
La band descrive l'album come un disco più melodico e tranquillo, eccetto per la traccia Control, che è molto più movimentata. Loro stessi hanno affermato come questo album sia il loro preferito.
Nella prima settimana di uscita, l'album è entrato nelle classifiche tedesche (Media Control Charts) alla numero 8, il primo raggiungimento in top ten della band. Inoltre, per 4 settimane, è andata nella vetta della classifica DAC (German Alternative Charts).
Control è stato pubblicato come singolo in free download, e la traccia Nova è stata suonata in alcune radio tedesche, nonostante non fosse un singolo.

## Tracce
1. On-Air
2. Space & Time
3. Resolution
4. Control
5. Goodbye 20th Century
6. Streamline
7. Gratitude
8. Nova
9. Photon
10. Radio